# На советской скорости
«На советской скорости» — дебютный студийный альбом советского концептуального проекта «Коммунизм», записанный в конце января 1988 года тремя музыкантами — Константином Рябиновым, Егором Летовым и Олегом Судаковым. Альбом состоит из песен, положенных на стихи советских поэтов, взятые из советского песенника, содержащего песни периода правления Хрущёва.
Официально был издан на CD и компакт-кассете в 2003 году на «ХОРе». В оформлении переизданного альбома использованы картины Владимира Любарова.

## Создание альбома
В начале 1988 года участники группы «Гражданская оборона» пришли к выводу, что невозможно выразить абсурдность, кошмарность и игривость (неизменно сопровождающую первые два компонента) окружающей действительности ни одному художнику адекватней, чем сама реальность — её объекты и проявления (произведения народной и официальной культур, конкретная музыка и т. п.). В результате возник проект «Коммунизм», основанный Егором Летовым и Олегом Судаковым. Одной из первых композиций группы стала «Радостно на душе», исполняемая Летовым и Судаковым на концертах «Г.О.» в 1987—1988 годах. Из данной песни и «родился» данный концептуальный альбом.
Группа «Коммунизм» была рождена буквально из одной песни. Такая советская народная песня — «Радостно на душе» называлась. Она была исполнена мной и Егором в одном из концертов «Г.О.», а когда мы вернулись в Омск, мы решили как бы её записать таким хором с Летовым, с притопами и присвистами, а когда мы записали, то хотели её выпустить как отдельный «сингл» (смеется) и тут я вспомнил, что есть уникальная мелодия «Воздушная кукуруза», которая вот раньше игралась в заставке к передаче «Спортлото». Так она себе существовала пока «Спортлото» не пришёл пиздец. А я вспомнил, что у меня есть сборник стихов 60-х годов и там была песня про кукурузу… Хм, Хрущевская кукуруза… Вот. Тут же достали пластинку Поля Мориа, где была эта мелодия в оркестровом исполнении и как бы сложили стихи и музыку, записав это дело под названием «Воздушная кукуруза». И тут же мы с Егором переглянулись и вдруг ощутили, что это такой «Клондайк», т. е. такой простор для людей, которые смогли увидеть в этом какой-то отблеск чуда, т. е. могли копаться и жить.
— Олег Судаков, из интервью 1997 года // О.Аксютина «Панк-вирус в России»
Основной концепцией альбома стала тема коммунизма и хрущевизма — сам альбом изначально был датирован 1964 годом, а в качестве авторов были указаны:
- Константин Устиныч — голос (на самом деле Судаков)
- Никита Сергеевич — вокал, гитара, бас, акустическая гитара (на самом деле Рябинов)
- Леонид Ильич — вокал, гитара, бас, ударные (на самом деле Летов)

Музыку к нескольким песням написали и сыграли сами участники проекта, а также использовали зарубежную и классическую музыку для других песен.

## Список композиций
В колонке «Музыка» в скобках указаны использованные композиции.
| №   | Название                                    | Текст песни                                                          | Музыка                                          | Длительность |
| --- | ------------------------------------------- | -------------------------------------------------------------------- | ----------------------------------------------- | ------------ |
| 1.  | «Здравствуй, труд!»                         | Ш. Борджаков (в переводе с туркменского С. Болотиной и Т. Сикорской) | J. Pearson («Sleepy Shores»)                    | 1:40         |
| 2.  | «Про чудо-чудеса»                           | Н. Палькин                                                           | Е. Летов                                        | 3:56         |
| 3.  | «Марш коммунистических бригад»              | В. Харитонов                                                         | Е. Летов                                        | 2:26         |
| 4.  | «Небо тёмно-синее»                          | М. Пилипенко                                                         | H. Barnes, R. Bernet, S. Linus («Viens, viens») | 2:53         |
| 5.  | «Это счастье для тебя, человек»             | Р. Рождественский                                                    | Е. Летов                                        | 2:15         |
| 6.  | «Когда идёшь ты на свидание»                | В. Харитонов                                                         | -                                               | 0:26         |
| 7.  | «Куда же ты скрылась?»                      | В. Лифшиц, Кузя УО                                                   | А. Лепин                                        | 1:02         |
| 8.  | «Мы Америку догоним на советской скорости!» | В. Русаков                                                           | Гершон Кингсли («Popcorn»)                      | 2:37         |
| 9.  | «Четыре солдата»                            | Л. Ошанин                                                            | Е. Летов                                        | 3:05         |
| 10. | «Друзья, за работу!»                        | А. Голубоватый, Кузя УО                                              | -                                               | 0:59         |
| 11. | «Марш энтузиастов»                          | А. Д'Актиль                                                          | Е. Летов, К. Рябинов                            | 2:56         |
| 12. | «Песня кукурузного звена»                   | В. Русаков                                                           | Е. Летов, К. Рябинов                            | 3:07         |
| 13. | «Радостно на душе»                          | народные                                                             | -                                               | 1:16         |
| 14. | «И сказки расскажут о вас»                  | С. Гребенников, Н. Добронравов                                       | Е. Летов                                        | 4:14         |
| 15. | «Марш бригад коммунистического труда»       | Н. Асеев                                                             | J. Janschens («Argentina»)                      | 3:35         |
| 16. | «Шагай, семилетка»                          | Р. Рождественский                                                    | Е. Летов                                        | 5:16         |
| 17. | «Финал — Ура!»                              | -                                                                    | М. Теодоракис («Zorbas Dance»)                  | 0:16         |

## Реакция
Альбом «На советской скорости» задним числом скорее напоминает сборник — в отличие от, например, более поздних и достаточно строго следующих рамкам той или иной выбранной стратегии «Лет ит би» (дворовый фолк), «Солдатского сна» (дембельский альбом) или «Сулеймана Стальского» (дагестанский novelty). Это первый альбом «Коммунизма», поэтому соответствующая названию эстетика здесь обыгрывается с доверительной настойчивостью — от самодельных песен на стихи Роберта Рождественского и Льва Ошанина до «Марша энтузиастов», переосмысленного в духе ранних Half Japanese.
Однако самое интересное на пластинке — это дикие версии еврохитов «Viens, viens» и «Popcorn». Даже по нынешним пресыщенным и разархивированным временам этим двум трекам гарантировано попадание в списки всевозможных rarities и oddities, причем не на последние позиции — особенно это касается «Popcorn», чьи версии в большей степени, нежели «Viens, viens», отслеживаются меломанами (к тому же вокальные версии можно пересчитать по пальцам — Антуан, Pop Concerto Orchestra и некоторые другие).
Сейчас, спустя четверть века, «На советской скорости» воспринимается в первую очередь как любовно склеенный коллаж, где уже неясно, кто над кем насмехается и где здесь абсурд штампа, а где прилив чувства. Неясно, но совершенно не важно.

Максим Семеляк— Максим Семеляк